# Coryphinae
Coryphinae es una subtribu de plantas de flores perteneciente a la familia Arecaceae. Tiene los siguientes  géneros.

## géneros
- Chuniophoenix - Corypha - Kerriodoxa - Nannorrhops[1]